# Paul Fresdorf

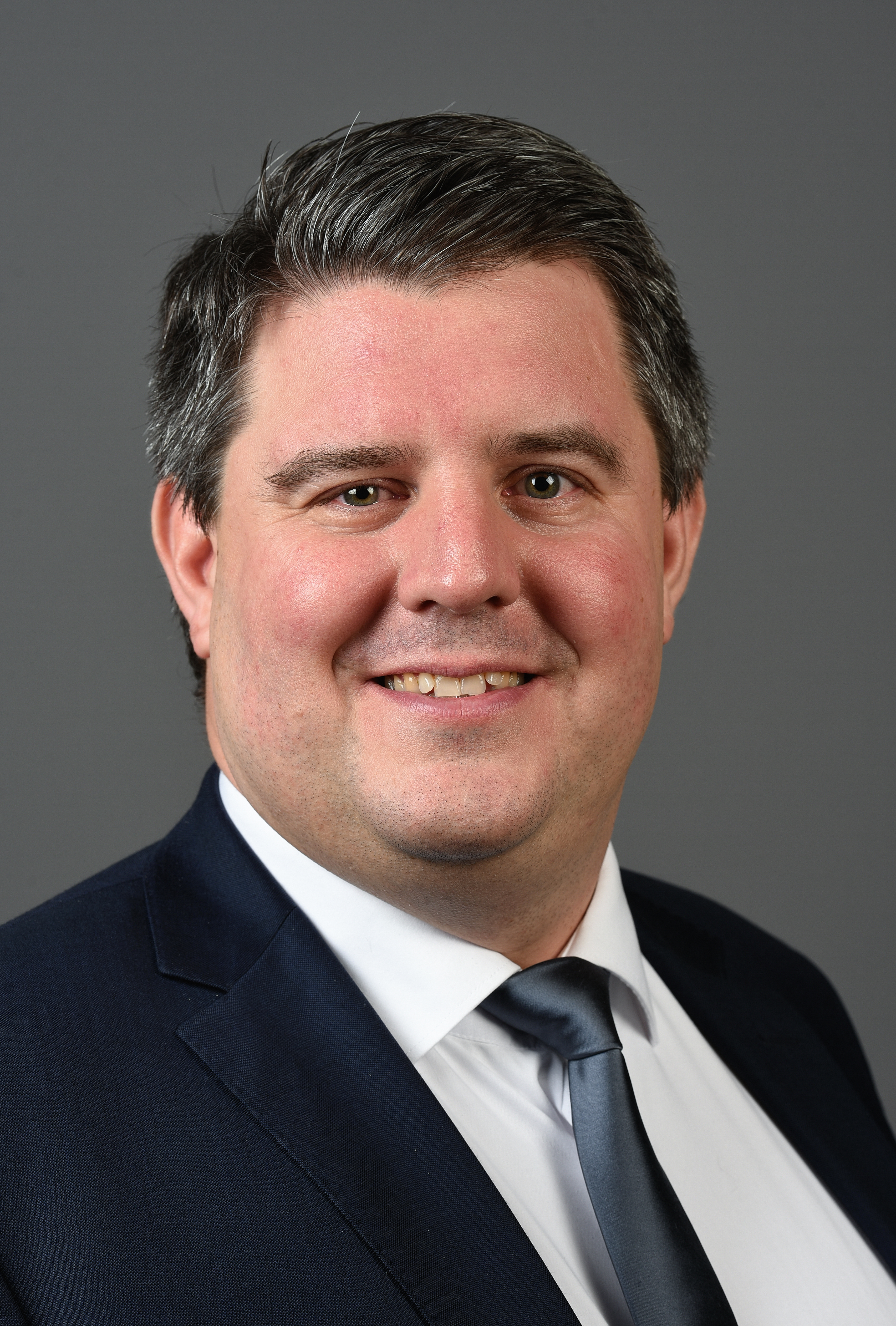
Paul Fresdorf, 2017

Paul Fresdorf (* 7. April 1977 in Berlin-Spandau) ist ein deutscher Politiker der Freien Demokratischen Partei. Von 2016 bis 2023 war er Mitglied des Abgeordnetenhauses von Berlin.

## Leben
Paul Fresdorf besuchte in Spandau die Grund- und Oberschule, welche er mit der allgemeinen Hochschulreife beendete. Fresdorf studierte im Folgenden Rechtswissenschaften und Wirtschaftsrecht und schloss sein Studium als Diplom-Wirtschaftsjurist (FH) ab.
Bei den Abgeordnetenhauswahlen 2016 und 2021 erhielt Fresdorf ein Mandat im Abgeordnetenhaus von Berlin, jeweils über die Bezirksliste Spandau seiner Partei. Vor der Aufnahme seines Mandates arbeitete er bei einer großen Privatbank, die ihn für die Mandatsausübung unbezahlt freistellte. Nach dem Scheitern der FDP an der Fünfprozenthürde bei der Wiederholungswahl zum 19. Abgeordnetenhaus im Februar 2023 schied er wieder aus dem Parlament aus. Als zuletzt amtierender parlamentarischer Geschäftsführer wickelt er die Geschäfte der aufgelösten FDP-Fraktion als Liquidator ab.
Fresdorf ist Gründungsmitglied des Lions Club Berlin-Spandau. Er ist verheiratet und hat zwei Kinder.
Von 2001 bis 2011 war Paul Fresdorf als Bezirksverordneter in der Bezirksverordnetenversammlung (BVV) im Bezirk Spandau tätig. Ab 2006 war er dort Fraktionsvorsitzender der Freien Demokraten und Vorsitzender des Jugendhilfeausschusses.
Fresdorf ist Bezirksvorsitzender des FDP-Bezirksverbandes Spandau.
Nach der Bundestagswahl 2013 kandidierte er auch für die Bundestagswahl 2017 erfolglos als Direktkandidat für die FDP im Bundestagswahlkreis Berlin-Spandau – Charlottenburg Nord.